# これがベトナム戦争だ!
『これがベトナム戦争だ!』（これがベトナムせんそうだ）は、1968年6月1日に東映の配給によって封切られた記録映画作品である。

## 概要
この映画が公開された当時、ベトナムは南北2か国に分断されるベトナム戦争という状態にあった。本作品は、評論家・大宅壮一が企画・監修を務め、ベトナム戦争の生々しい記録を世界各地の報道機関から収集したフィルムを編集して構成したドキュメンタリーとして作られた。当時の日本映画界には各社とも目に余るエロ・グロ攻勢があり、マスメディアに叩かれていた。中でも東映は一番酷く、岡田茂東映企画製作本部長が「エロと任侠で押しまくる」と表明していた。

## 収録された映像
出典はKINENOTE。
- 南ベトナム警察庁長官による、ベトコンメンバーの路上処刑[注釈 1]
- 仏教徒の焼身自殺事件[注釈 2]
- テト攻勢・アメリカ大使館攻防戦
- 南ベトナム政府による、汚職事件被告らに対する公開銃殺刑
- 北ベトナムの捕虜となったアメリカ軍パイロット
- ベトナム難民の歴史
- アメリカ軍によるベトナム空襲

## スタッフ
出典は映画.com。
- 上映時間：49分、モノクローム、スタンダードサイズ
- 監督：野田真吉
- 監修：大宅壮一
- 企画：栗山富郎
- 音楽：間宮芳生

## 同時上映
- 『あゝ予科練』
  - 監督：村山新治
  - 主演：鶴田浩二

## 関連映画
- 『実録・ベトナム戦争残虐史』